# Nawadurga (boginie)

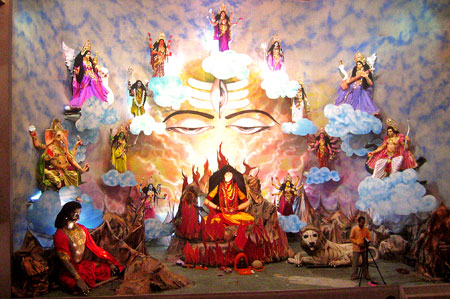
Nawadurga, Varanasi

Nawadurga – grupa dziewięciu bogiń hinduistycznych, będących emanacjami lub formami bogini Durgi.

## Klasyfikacja bogiń
- Do tej grupy przypisywane bywają następujące imiona:

1. Nilakanthi
2. Kszemankari
3. Harasiddhi
4. Rudrasmasadurga
5. Dźajadurga
6. Agnidurga
7. Widhjawasidurga
8. Wanadurga
9. Ripumaridurga[1]

- Nieco inną listę podaje Kawaćastotra, będąca fragmentem dzieła Dewimahatmja:

1. Śajlapurti
2. Brahmaćari
3. Ćandraghanta
4. Kuszmanda
5. Skandamata
6. Katjajani
7. Kalaratri
8. Mahagauri
9. Siddhidatri[2].

- Brahmandapurana natomiast zalicza do grupy nawadurga boginie następujące:

1. Nilakanthi
2. Kszemankari
3. Harasiddhi
4. Wanadurga
5. Rudradurga
6. Agnidurga
7. Dźajadurga
8. Windhjawasini
9. Ripumaridurga[2].

## Ikonografia

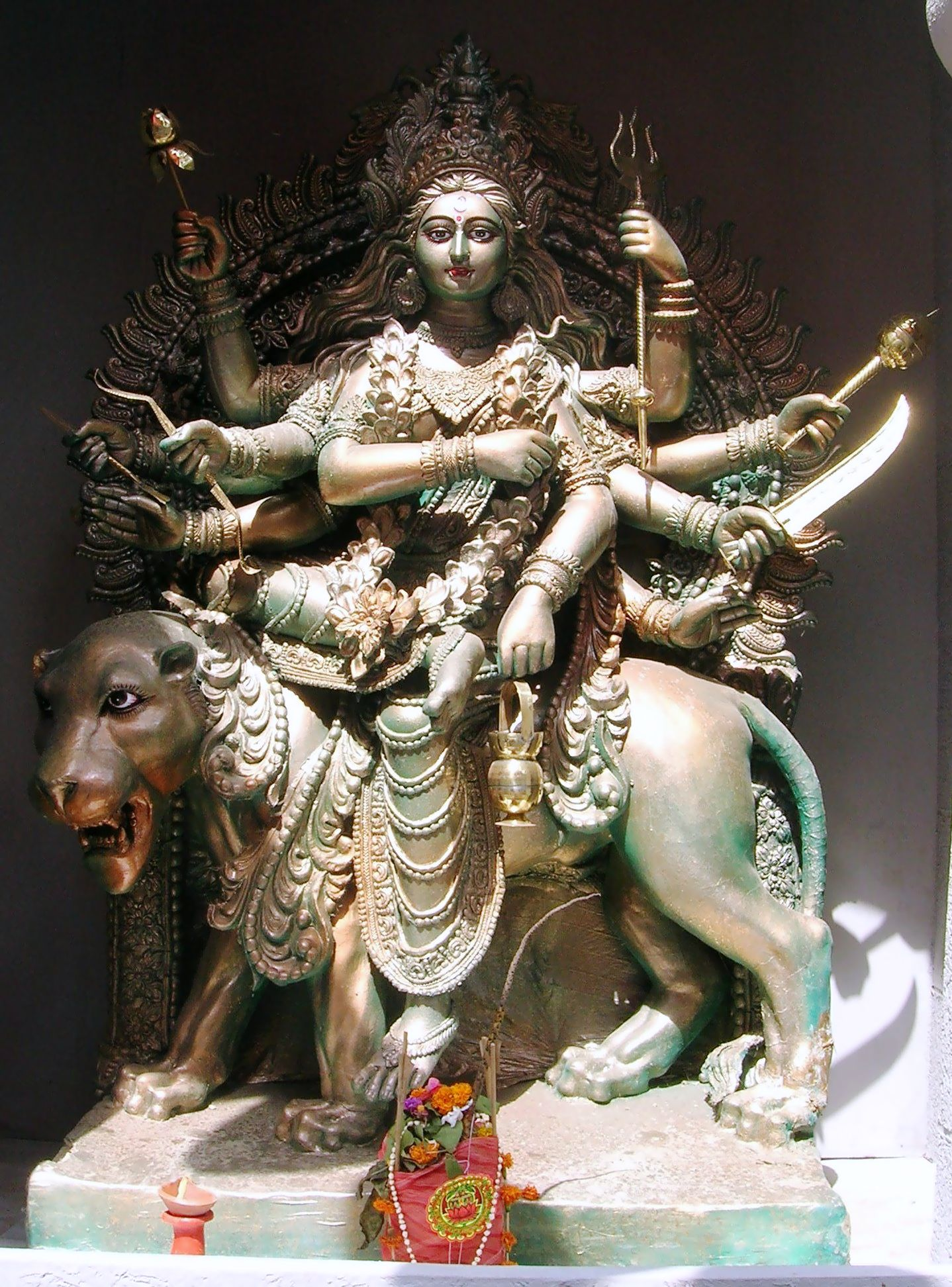
Ćandraghanta
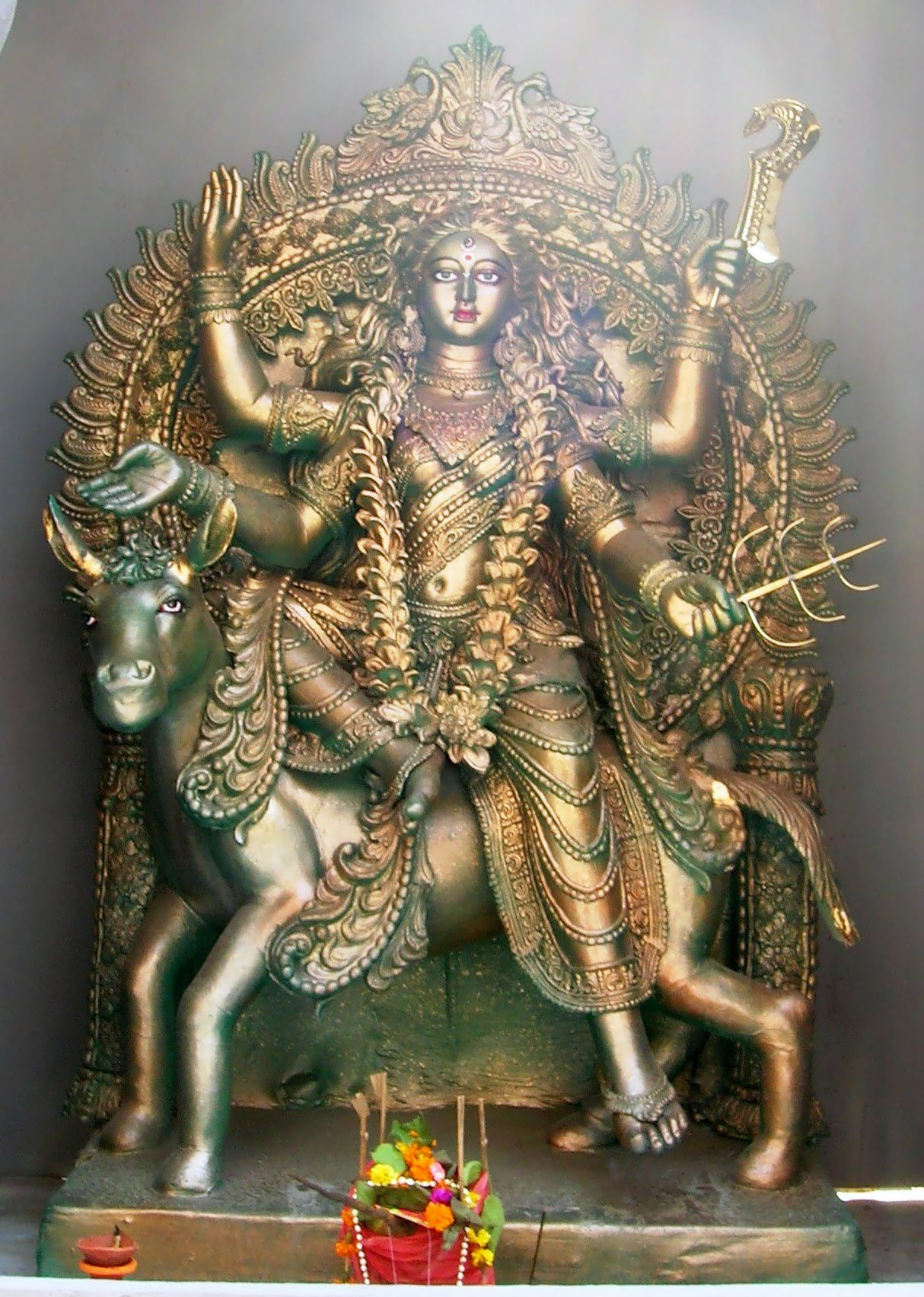
Kalratri
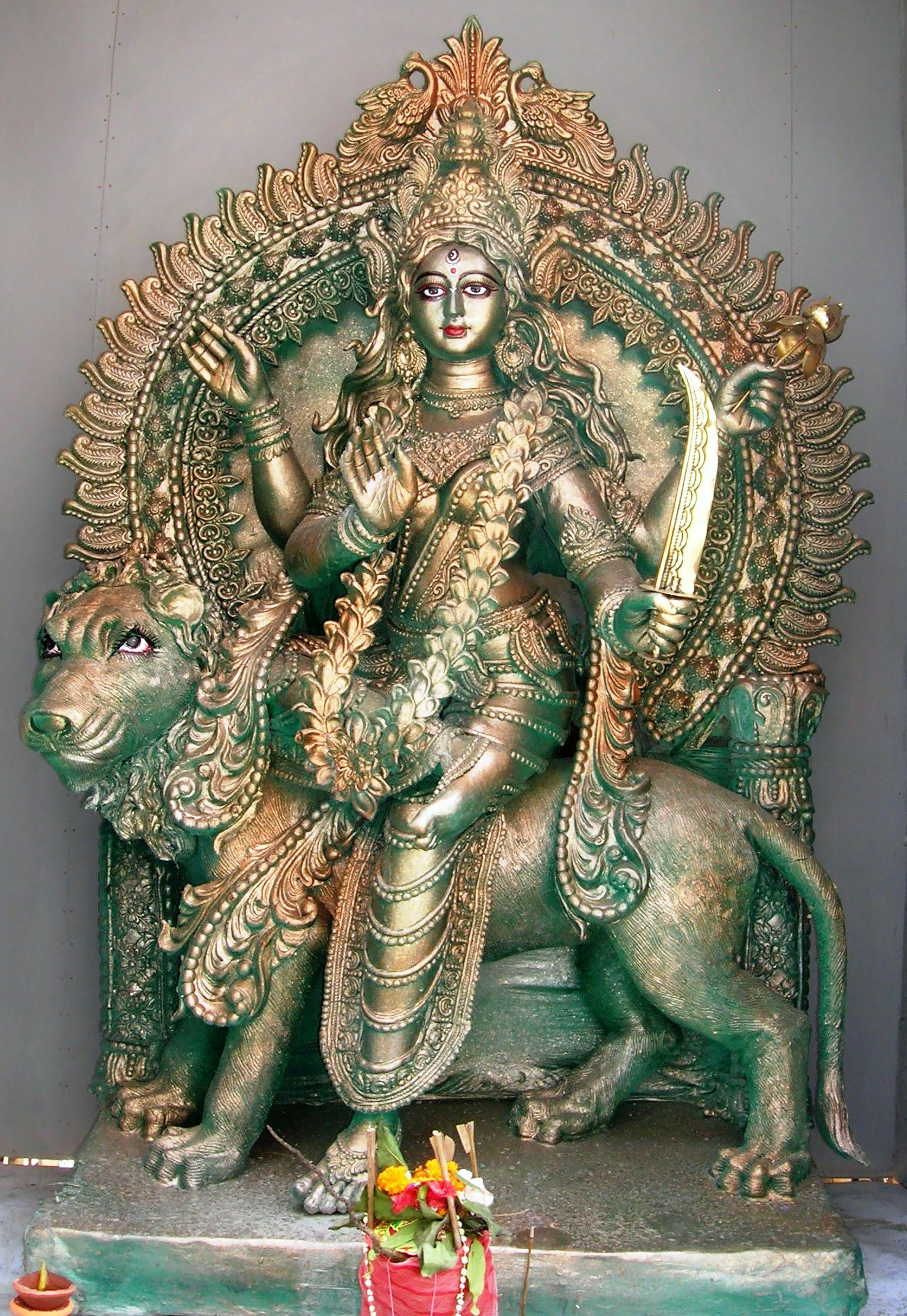
Katjajani
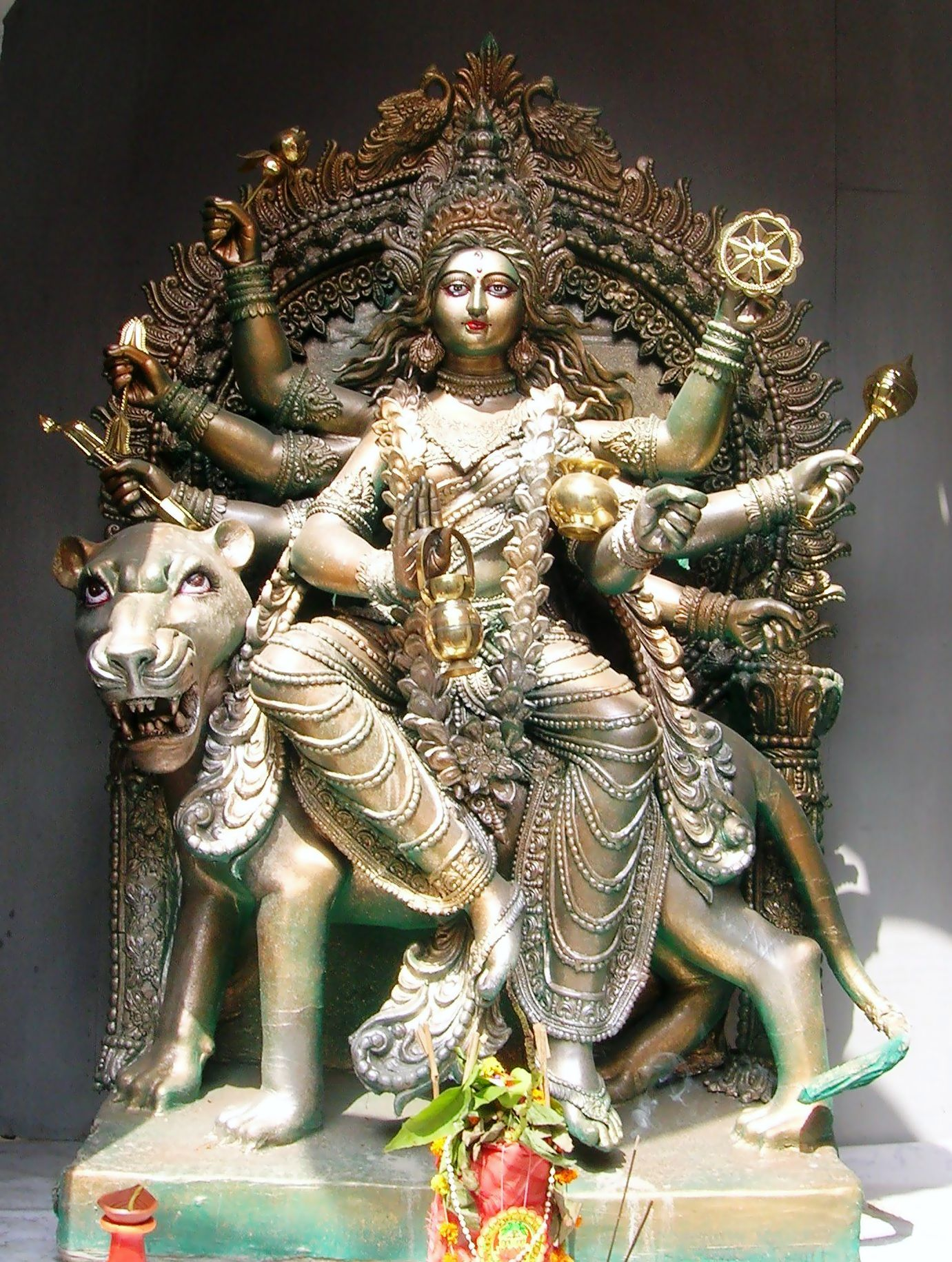
Kuszmanda
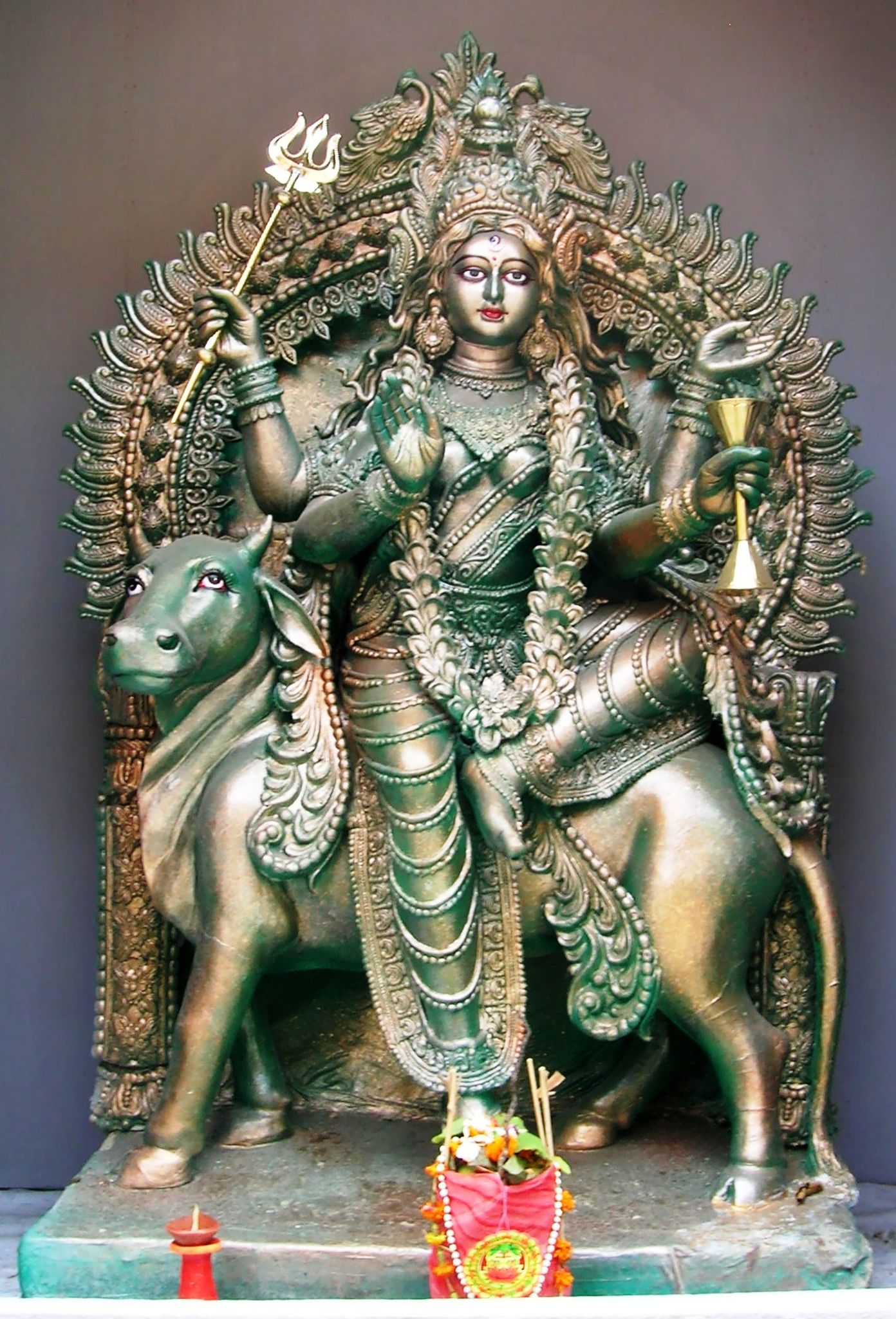
Mahagauri
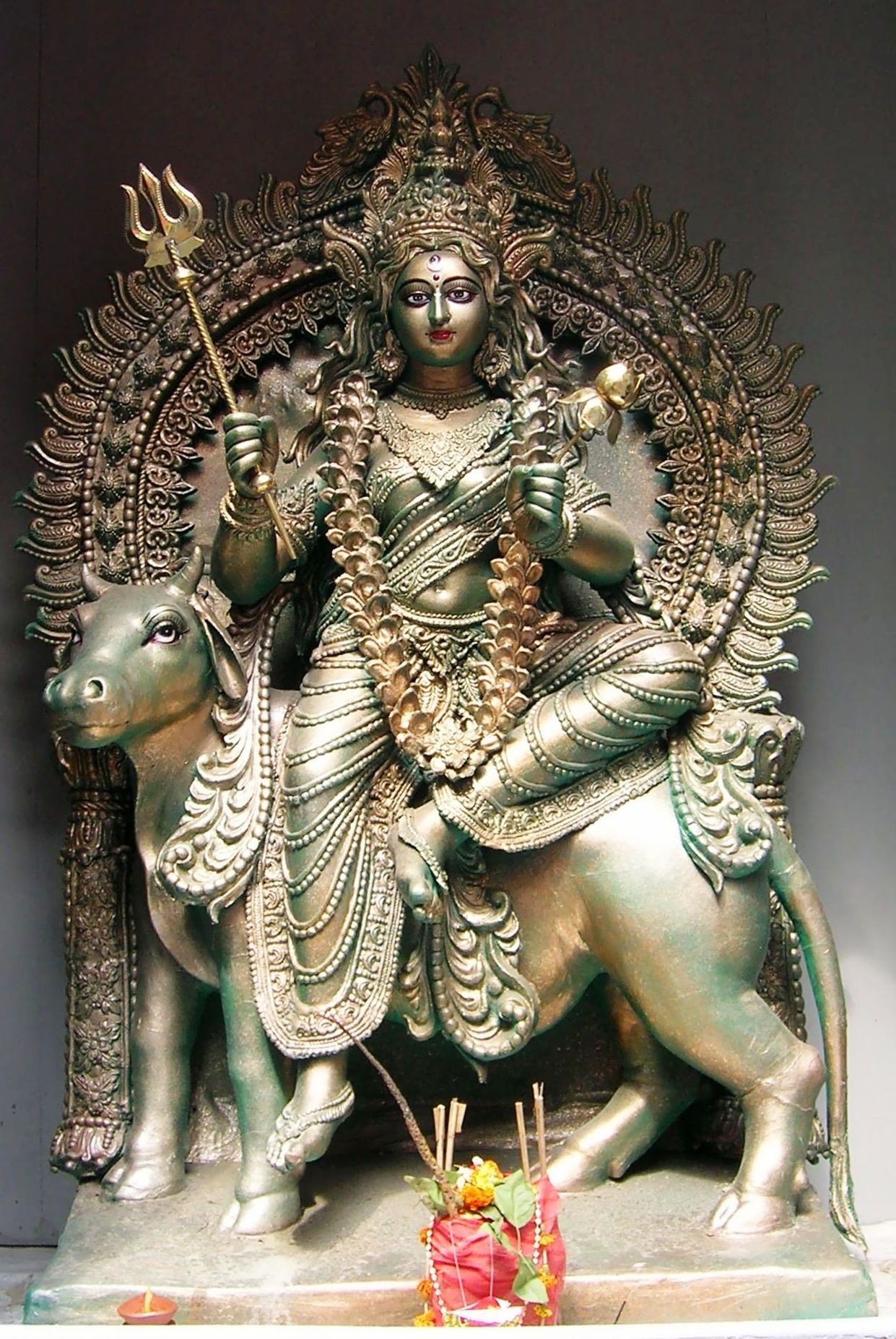
Śajlapurti
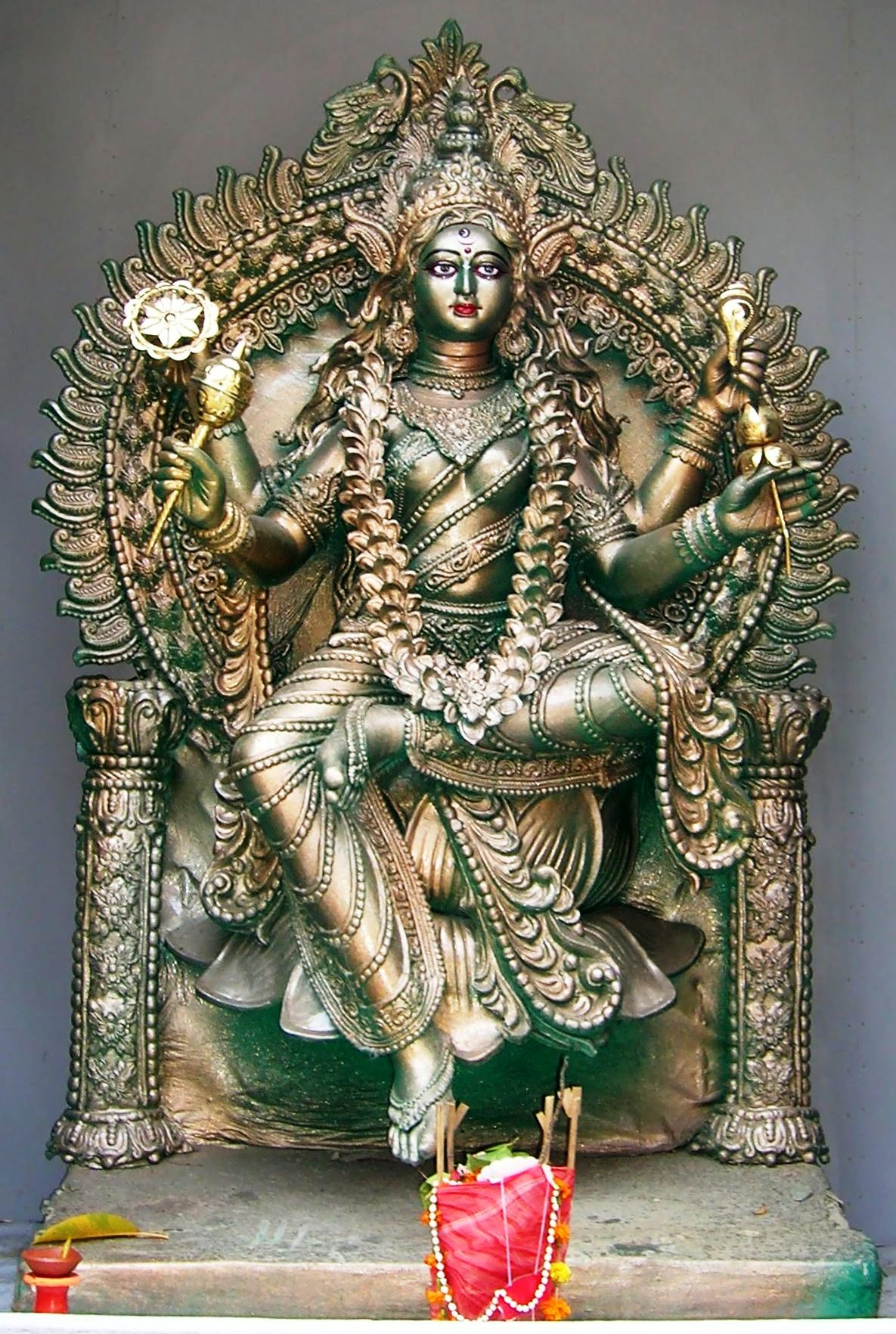
Siddhidatri
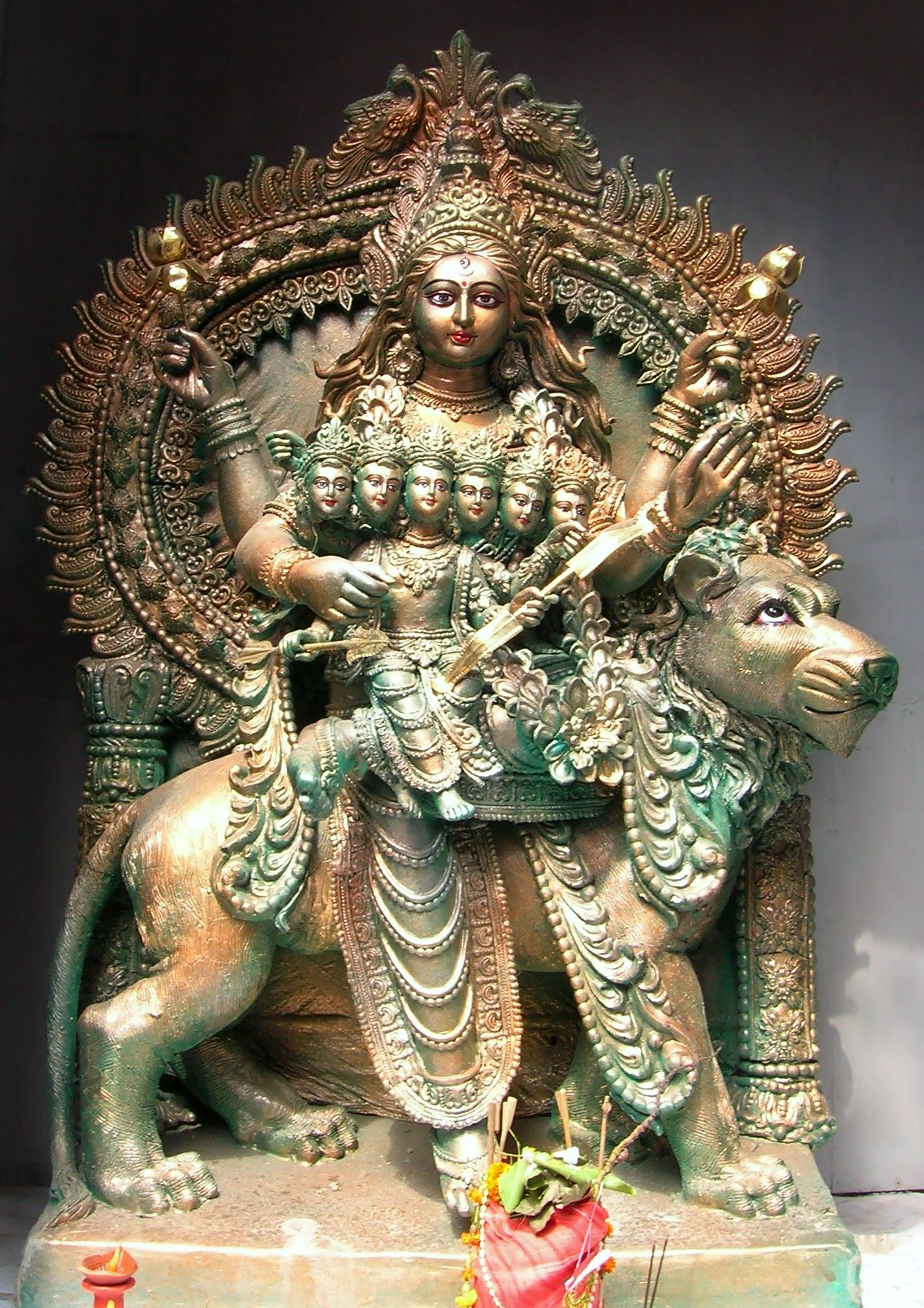
Skandamata